# Scyphopodium ingolfi
Scyphopodium ingolfi is een zachte koraalsoort uit de familie Clavulariidae. De koraalsoort komt uit het geslacht Scyphopodium. Scyphopodium ingolfi werd in 1944 voor het eerst wetenschappelijk beschreven door Madsen. 